# ナタリア・ギンズブルグ

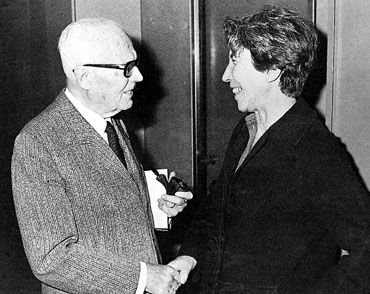
アレッサンドロ・ペルティーニと語るギンズブルク(1980年代はじめ)

ナタリア・ギンズブルグ（Natalia Ginzburg、1916年7月14日 – 1991年10月7日 ）は、イタリア人小説家である。「ナタリーア・ギンツブルグ」と表記されることもある。

## 経歴
1916年、イタリアのシチリアパレルモ生まれ。17歳の時、短篇「不在」を文芸誌「ソラリア」に発表する。1942年、最初の長篇小説『町へゆく道』を刊行。
映画やドラマの脚本を担当すると同時に、1964年にイエス・キリストを描いた映画、ピエル・パオロ・パゾリーニ監督の『奇跡の丘』にはベタニアのマリア役で出演した。

## 受賞歴
- 1952年 ヴェイロン賞 『わたしたちのすべての昨日』
- 1957年 ヴィアレッジョ賞 『ヴァレンティーノ』
- 1963年 ストレーガ賞 『ある家族の会話』

## 家族・親族
- 夫：レオーネ・ギンズブルグはウクライナ生まれの作家。
- 息子：カルロ・ギンズブルグは歴史家。

## 評価・日本での影響
- 随筆家の須賀敦子は「書くという私にとって息をするのとおなじくらい大切なことを、作品を通して教えてくれた、かけがえのない師」（『トリエステの坂道』）として、ナタリアに私淑していた。

## 日本語訳
- 『拝啓ミケーレ君』 千種堅訳、早川書房、1982年
- 『ある家族の会話』 須賀敦子訳、白水社、1985年／白水Uブックス、1997年
- 『マンゾーニ家の人々』 須賀敦子訳、白水社、1988年／白水Uブックス（上下）、2012年
- 『モンテ・フェルモの丘の家』 須賀敦子訳、筑摩書房、1991年／ちくま文庫、1998年／河出書房新社「世界文学全集」、2018年
- 『わたしたちのすべての昨日』 望月紀子訳、未知谷、2014年
- 『夜の声』 望月紀子訳、未知谷、2016年
「こんな風でした」「夜の声」「わたしの夫」を収録
- 『町へゆく道』 望月紀子訳、未知谷、2016年
「ヴァレンティーノ」「射手座」「町へゆく道」「母親」「不在」「海辺の家」を収録
- 『小さな徳』白崎容子訳、「須賀敦子の本棚3」河出書房新社、2018年。エッセイ集11篇

## 主な作品

### 小説
- La strada che va in città 『町へゆく道』1942年
- È stato così(The Dry Heart) 『こんな風でした』1947年
- Tutti i nostri ieri(A Light for Fools,All our yesterdays) 『わたしたちのすべての昨日』1952年
- Valentino 『ヴァレンティーノ』1957年
- Sagittario 『射手座』1957年
- Le voci della sera(Voices in the Evening) 『夜の声』1961年
- Le piccole virtù(The Little Virtues) 『小さな美徳』1962年
- Lessico famigliare(Family Sayings)『ある家族の会話』1963年
- Mai devi domandarmi(Never must you ask me) 1970年
- Caro Michele 1973年
- Vita immaginaria 1974年
- La famiglia Manzoni『マンゾーニ家の人々』1983年
- La città e la casa(The City and the House)『モンテ・フェルモの丘の家』1984年

### ドラマ
- Ti ho sposato per allegria (1965)
- L'Inserzione(The Advertisement) (1969)

### 映画（脚本）
- 『ゆかいな結婚』 Ti ho sposato per allegria、1967年[1] - ルチアーノ・サルチェ監督・脚本。
- 『親愛なるミケーレ』 Caro Michele、1976年[1] - マリオ・モニチェリ監督、第26回ベルリン国際映画祭銀熊賞監督賞受賞。
- Las voces de la noche、英語: Voices in the Night、2003年[1] - スペイン映画。